# Leichtathletik-Weltmeisterschaften der Behinderten 2017/Teilnehmer (Luxemburg)
| stlisierte Goldmedaille | stlisierte Silbermedaille | stlisierte Bronzemedaille |
| ----------------------- | ------------------------- | ------------------------- |
| —                       | 1                         | —                         |

Das Luxemburgische Paralympische Komitee (LPC) war mit einem Athleten bei den Leichtathletik-Weltmeisterschaften der Behinderten 2017 vertreten, der zwei persönliche Bestleistungen aufstellte und eine Silbermedaille errang.

## Ergebnisse

### Männer
| Athleten      | Wettbewerb      | Vorlauf / Vorkampf | Vorlauf / Vorkampf | Halbfinale   | Halbfinale | Finale       | Finale |
| Athleten      | Wettbewerb      | Zeit / Weite       | Rang               | Zeit / Weite | Rang       | Zeit / Weite | Rang   |
| ------------- | --------------- | ------------------ | ------------------ | ------------ | ---------- | ------------ | ------ |
| Tom Habscheid | Kugelstoßen F42 | –                  | –                  | –            | –          | 13,79 m PB   | 4      |
| Tom Habscheid | Diskuswurf F42  | –                  | –                  | –            | –          | 46,83 m PB   |        |